# سیارک ۳۹۴۶۴
سیارک ۳۹۴۶۴ (به انگلیسی: 39464 Poppelmann، نامگذاری:1973UO5) سی و نه هزار و چهارصد و شصت و چهارمین سیارک کشف شده‌است که در ۲۷ اکتبر ۱۹۷۳ کشف شد.